# Lijst van gemeenten in Gümüşhane
Onderstaande lijst bevat alle gemeenten (2000) in de Turkse provincie Gümüşhane.
| District  | Gemeente   |
| --------- | ---------- |
| Gümüşhane | Arzular    |
| Gümüşhane | Gümüşhane  |
| Gümüşhane | Tekke      |
| Kelkit    | Deredolu   |
| Kelkit    | Gümüşgöze  |
| Kelkit    | Kaş        |
| Kelkit    | Kelkit     |
| Kelkit    | Öbektaş    |
| Kelkit    | Söğütlü    |
| Kelkit    | Ünlüpınar  |
| Köse      | Köse       |
| Köse      | Salyazı    |
| Kürtün    | Kürtün     |
| Kürtün    | Özkürtün   |
| Şiran     | Şiran      |
| Şiran     | Yeşilbük   |
| Torul     | Altınpınar |
| Torul     | Torul      |